# Xai-Xai
Xai-Xai is de hoofdstad van de Provincie Gaza en het Xai-Xai District in Mozambique. Xai-Xai telde in 2007 bij de volkstelling 116.343 inwoners. De talen die in Xai-Xai worden gesproken zijn Portugees en Tsonga (Xitsonga in Tsonga).

## Geschiedenis

### Portugees bestuur
Xai-Xai werd in de vroege jaren van de 20e eeuw ontwikkeld als metgezelhaven van Maputo (onder het Portugese bestuur Lourenço Marques genoemd), ofschoon de economische betekenis van Xai-Xai nooit gelijk was aan de economische betekenis van Maputo, de grootste stad van Mozambique. Voor de onafhankelijkheid, onder het Portugese bestuur, werd Xai-Xai João Belo genoemd (naar de Portugese koloniale administrateur João Belo). Onder het Portugese bestuur ontwikkelde João Belo zich als haven tot landbouwcentrum en industrieel centrum (waar rijst en cashew werd geproduceerd en getransformeerd). Verder ontwikkelde João Belo zich tot dienstencentrum (met inbegrip van een districtsziekenhuis en banken) en administratief centrum. Dankzij de stranden en de hotels was het toerisme ook belangrijk. Ten noordwesten van de stad werd in 1964 de Ponte de Xai-Xai gebouwd, een project van de Portugese ingenieur Edgar Cardoso. In 1970 had de stad 63.949 inwoners.

### Na de onafhankelijkheid
Xai-Xai werd hard geraakt tijdens de overstroming van de Limpopo in 2000. Sommige gebouwen stonden 3 meter onder water. Toen het water was gezakt, werden de zaken in de stad echter weer direct geopend.

## Geografie
Xai-Xai ligt dicht bij de Indische Oceaan, aan de Limpopo. De stad ligt op 224 kilometer afstand van Maputo, in een brede, vruchtbare vlakte, waar rijst wordt verbouwd. Xai-Xai ligt op 5,1 kilometer afstand van Donguene, op 4 kilometer afstand van Macandene, op 2,7 kilometer afstand van Chiluane en op 0,8 kilometer afstand van Tavene.

## Toerisme
Xai-Xai is een drukke stad met markten, winkels, restaurants, bars, benzinestations, banken en een postkantoor. Een paar blokken verwijderd van de centrale markt is er een openluchtmeubelfabriek, die is gevestigd onder een aantal cashewbomen. Het strand van Praia do Xai-Xai, gelegen op 12 kilometer afstand van Xai-Xai, was al ten tijde van het Portugese bestuur een populaire toeristenbestemming. Het koraalrif dat parallel langs de kust loopt, biedt goede gelegenheden voor snorkelaars en beschermt het strand tegen sterke golven. Een bezienswaardigheid in de omgeving is het zoutwatermeer Wenela, dat in verbinding staat met de zee via een onderwatertunnel.

## Demografie

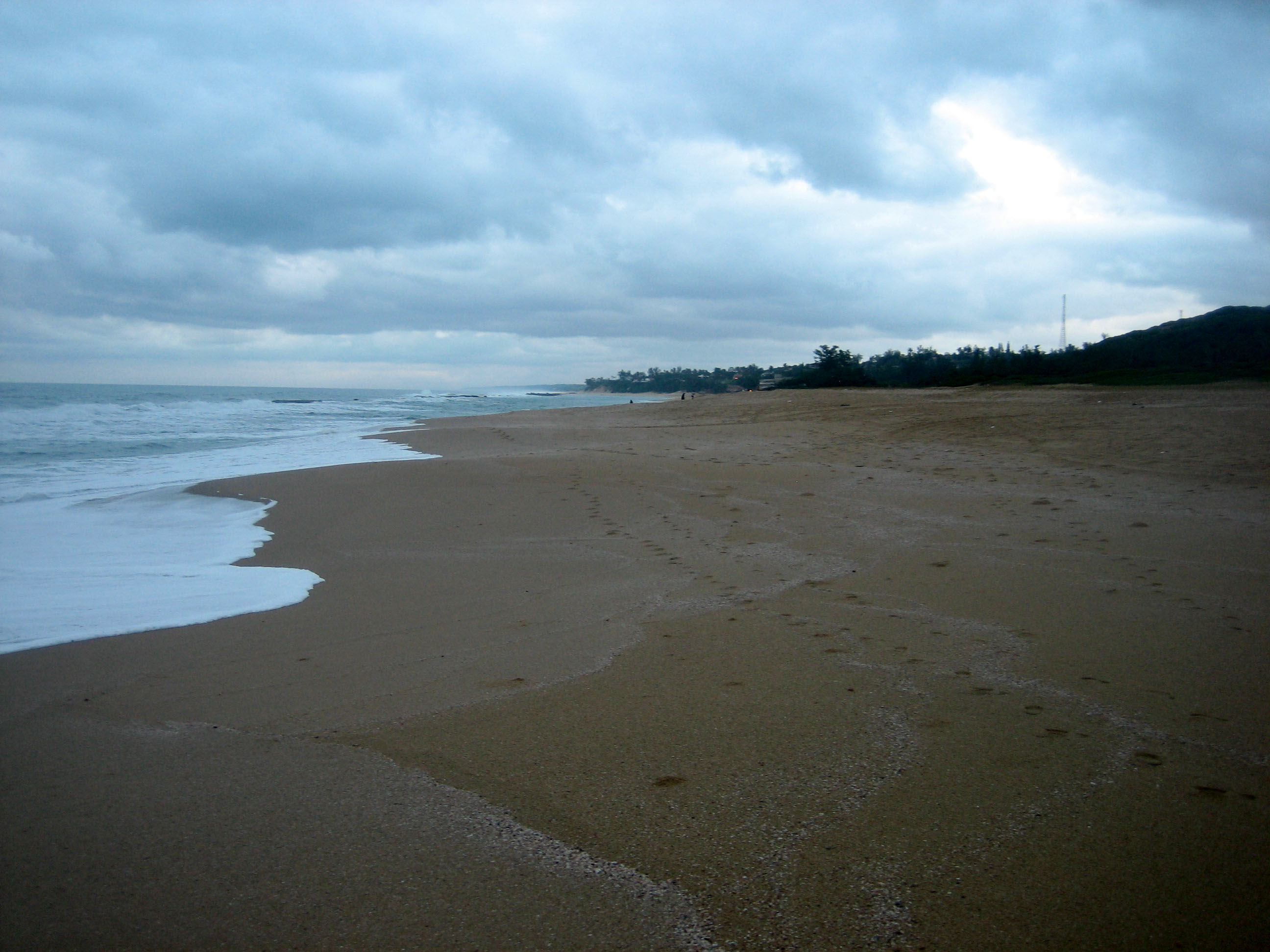
Praia do Xai-Xai

| Jaar | Bevolking |
| ---- | --------- |
| 1935 | 4.000     |
| 1940 | 2.700     |
| 1970 | 63.949    |
| 1997 | 103.251   |
| 2007 | 116.343   |

## Transport
Xai-Xai werd verbonden door een spoorweg met een spoorwijdte van 762 millimeter (30 inch), die naar de stad Manjacaze en verder ging. De stad ligt aan de EN1 weg, die een verbinding heeft met de wegen naar de grenssteden Namaacha en Ressano Garcia. Verder is het mogelijk om vanuit Maputo met een chartervlucht naar Xai-Xai te reizen.

## Stadsbestuur
Administratief is Xai-Xai een stad, met een gekozen stadsbestuur. De eerste voorzitter van de gemeenteraad van Xai-Xai was Faquir Bay Nalagi, die in 1998 werd gekozen. In 2003 werd hij opgevolgd door Isidro A. Assane, die in 2008 weer werd opgevolgd door Rita Muianga. De voorzitters vertegenwoordigden alle drie het FRELIMO.